# Węglowodory nienasycone

Wiązanie podwójne w węglowodorze; kolorem czerwonym oznaczono wiązania typu σ i π

Węglowodory nienasycone – grupa węglowodorów, zawierających jedno lub kilka wiązań wielokrotnych (podwójnych lub potrójnych). Należą do organicznych związków chemicznych.
Acykliczne węglowodory nienasycone dzielą się na:
- olefiny – zawierające wiązania podwójne[1]
  - alkeny – zawierające jedno wiązanie podwójne (np. etylen)[2]
  - polieny – zawierające więcej niż jedno wiązanie podwójne
    - dieny – zawierające dwa wiązania podwójne[3]
- acetyleny – zawierające wiązania potrójne[4]
  - alkiny – zawierające jedno wiązanie potrójne (np. acetylen)[5]
  - poliyny – zawierające więcej niż jedno wiązanie potrójne